# Sanctaris

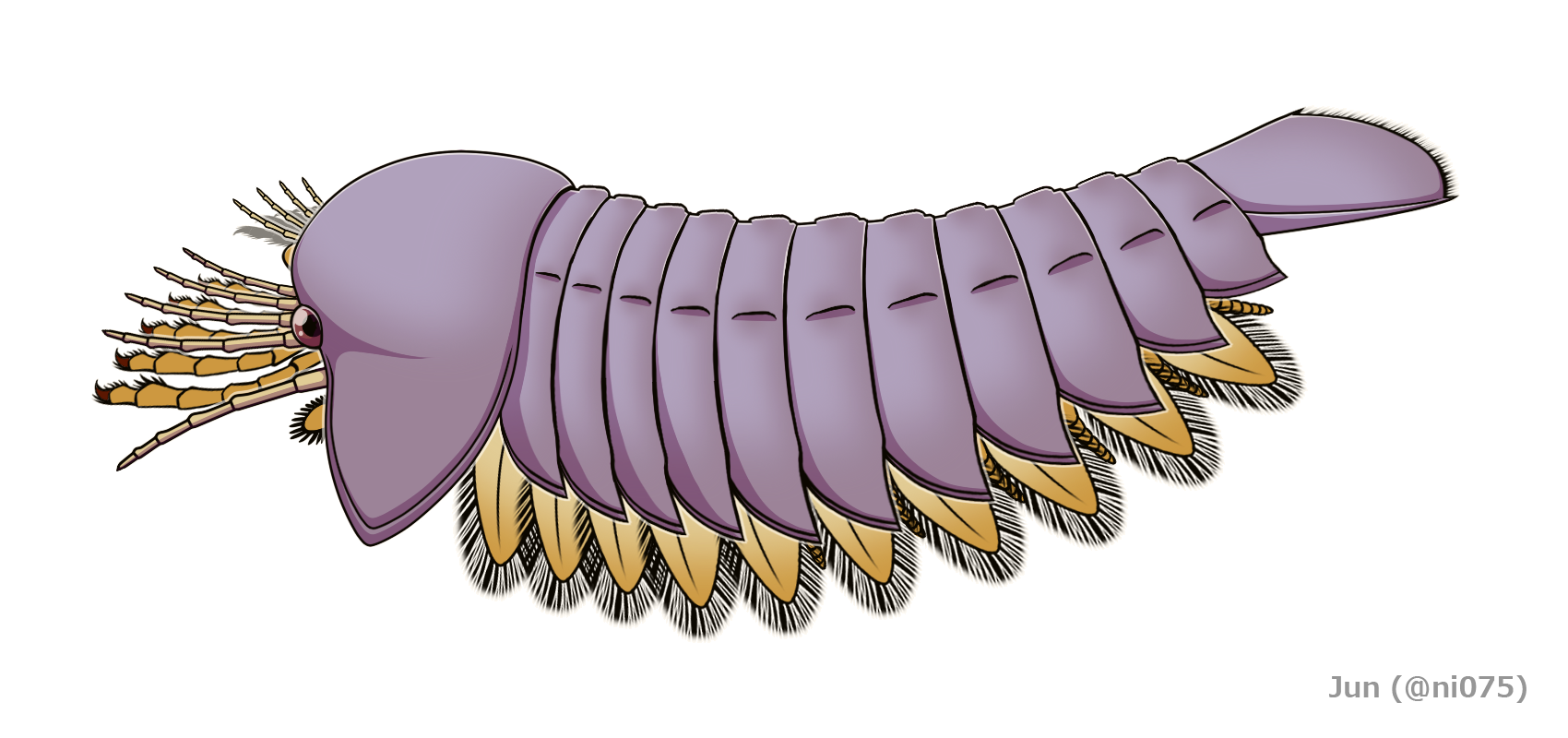
Ilustração de um Sanctacaris da espécie S.uncata.

Sanctacaris é um gênero de artrópodes do Cambriano.